# Брезицький Віктор Якович
Віктор Якович Брезицький (рос. Виктор Яковлевич Брезицкий; нар. 7 квітня 1910, Руде Село, Сквирський повіт, Київська губернія, Російська імперія — пом. 2 липня 1977, Івано-Франківськ, Українська РСР, СРСР) — український радянський письменник.

## Біографія
Народився 7 квітня 1910 р. в Рудому Селі Київської губернії в родині селянина Якова Петровича Брезицького та його дружини Анастасії Єфимівни.
Наприкінці 1932 р. був призваний на строкову службу до лав в РСЧА; в 1939 р. закінчив Київський педагогічний інститут.
Після вторгнення Німеччини у СССР був призваний в званні капітана. Обіймав посаду політрука 138-го кавалерійського полку 62-ї дивізії Південно-Західного фронту, а потім начальника фінансової частини госпіталя. За станом здоров'я був демобілізований влітку 1942 р. Нагороджений орденом Червоного прапора, Знаком Пошани та іншими.
Після війни в 1947 р. закінчив Вищу партійну школу при ЦК КПРС. В 1945—61 рр. працював керівником лекторської групи обкому Комуністичної партії України. Обіймав посади першого секретаря Кутського, Городенківського і Станіславського райкомів КПУ. Завідував відділом пропаганди і агітації Станіславського обкому КПУ.
В 1957 р. дебютував зі збіркою нарисів «Чабан Мирон Кощуба», а в 1958 р. вийшла його документальна повість «На Покутті». В 1960 р. був обраний членом Спілки письменників України.
В 1961—70 рр. працював відповідальним секретарем Івано-Франківського відділу товариства «Знання».

### Збірки нарисів
- 1957 — Чабан Мирон Кощуба
- 1960 — Їм усміхнеться сонце
- 1963 — Я думала, що вони люди

### Документальні повісті
- 1958 — На Покутті
- 1968 — Созонт Букатчук[c]